# Dariush Kargar
Dariush Kargar (persiska: داریوش کارگر), född 1953 i Hamadan, Iran, död 2012 i Uppsala, persisk författare och forskare i iranska språk vid Uppsala universitet. Dariush Kargar bosatte sig i Sverige 1984. Han gav ut flera skönlitterära verk och bibliografier på persiska samt översättningar av svenska iranister till persiska. Mellan åren 1991 och 1994 var han redaktör för den litterära tidskriften Afsanah (Legend) som utkom i Uppsala. 
Hans vetenskapliga forskning berör i huvudsak medelpersisk och modern persisk litteratur, persisk skriftlig folklitteratur, zoroastrismen och Irans mytologiska och antika historia.

## Skönlitterära verk i urval
- Dariush Kargar, Bāgh, bāgh, bāgh, bāgh-e mā (Vår trädgård, trädgård, trädgård), Uppsala, 1999. (roman)
- Dariush Kargar, 'Arus-i daryāyi (Brännmanet), Uppsala, 1996. (novellsamling)
- Dariush Kargar, Pāyān-i yek 'omr (Slutet av ett liv), Uppsala, 1994. (roman)
- Dariush Kargar, Tuye in kafe-ye sholugh (På detta stökiga kafé), Uppsala, 2001. (novellsamling)

## Vetenskapliga verk i urval
- Dariush Kargar, Arday-Viraf Nama: Iranian conceptions of the Other World, Uppsala, 2009.
- Bo Utas, Manuscript, Text and Literature: Collected Essays on Middle and New Persian texts, red. Carina Jahani och Dariush Kargar, Wiesbaden, 2008.
- Dariush Kargar, Jamshid and the Ultrahuman Power of Creation, Orientalia Suecana, vol. 51–52, 2002/2003.